# Анненков, Николай Леонидович
Никола́й Леони́дович А́нненков (28 января 1958, Семилуки, Воронежская область, СССР — 7 мая 2007, Липецк, Россия) — советский и российский футболист, защитник, тренер. Мастер спорта СССР.

## Карьера
Воспитанник ДЮСШ города Семилуки. В 1980 году начал карьеру в липецком «Металлурге», за который выступал в 1980—1983, 1985—1989 и 1992—1994 годах. Всего за команду провёл 370 матчей в чемпионата СССР и России, что является рекордом среди всех игроков «Металлурга». В 1984 году в составе воронежского «Факела» стал полуфиналистом Кубка СССР и победителем Первой лиги. В 1990 году перешёл в «Полесье» из Житомира. В 1995 году подписал контракт с елецким «Локомотивом». В 1996 году завершил карьеру в лискинском «Локомотиве». В 1999—2007 годах работал тренером в СДЮШОР липецкого «Металлурга». 5 мая 2007 года скончался после продолжительной болезни.

## Достижения
- Победитель Первой лиги: 1984
- Победитель 5-й зоны Второй лиги (2): 1983, 1986
- Серебряный призёр 5-й зоны Второй лиги: 1985